# Forest (wieżowiec)
Forest – kompleks budynków i wieżowiec znajdujący się w Warszawie w dzielnicy Wola, przy ulicy Burakowskiej 14, w pobliżu ronda Zgrupowania Armii Krajowej „Radosław”.

## Historia
Kampus Forest zaprojektowała pracownia HRA Architekci. Zakończenie budowy i uzyskanie pozwolenia na użytkowanie kompleksu miało miejsce 28 marca 2022 roku. Kampus powstał na 2-hektarowym terenie i w jego skład wchodzą 120-metrowy wieżowiec oraz przyległe budynki o wysokości od 6 do 8 kondygnacji. Forest już na etapie budowy uzyskał certyfikat BREEAM na poziomie „Excellent” potwierdzający zastosowanie proekologicznych rozwiązań w budynku. Dodatkowo dookoła kompleksu posadzono 200 drzew.
Inwestycję zrealizowało słowackie przedsiębiorstwo HB Reavis. Koszt inwestycji to 162 miliony euro.
Bank Pekao S.A. zaplanował na rok 2023 przeniesienie do kompleksu Forest centrali banku.
Budynek nagrodzono Nagrodą Architektoniczną Prezydenta m.st. Warszawy 2022 w kategorii Najlepszy budynek komercyjny.